# Leptochilus insolitus
Leptochilus insolitus är en stekelart som beskrevs av Gusenleitner 2003. Leptochilus insolitus ingår i släktet Leptochilus och familjen Eumenidae. Inga underarter finns listade i Catalogue of Life.